# PARKER/パーカー
『PARKER/パーカー』（原題: Parker）は、2013年制作のアメリカ合衆国の犯罪アクション映画。
出演はジェイソン・ステイサム、ジェニファー・ロペスほか。
ドナルド・E・ウェストレイクがリチャード・スターク名義で書いた小説『悪党パーカー』シリーズの『悪党パーカー/地獄の分け前』を原作としている。
仲間に裏切られたプロの泥棒パーカー（ステイサム）が不動産業者レスリー（ロペス）の助けを借りて復讐する。

## ストーリー
プロフェッショナルな強盗として闇社会に生きるパーカーは天才的な犯罪者だが、汚い金しか奪わない、悪者しか殺さない、仕事は完璧に美しく行なうという、3つの厳格なルールを自分に課していた。
ある日、パーカーは師匠のハーリーに頼まれ、新しく集められた4人の仲間メランダー、カールソン、ロス、ハードウィックと共に強盗を計画する。彼らはオハイオ州の祭りでの強奪に成功するが、ハードウィックはパーカーの計画の一部を変更し、結果的に不必要な死を招いてしまう。
怒ったパーカーは、彼らが持ちかけた次の宝石強盗への参加を拒否する。彼らはパーカーを殺そうとするが彼は一命を取り留め、農夫たちに拾われる。病院から逃げ出したパーカーは、ハードウィックの兄からハードウィックらがフロリダのパームビーチにいることを訊き出す。ハーリーは、シカゴのマフィアのボスであるハードウィックの叔父ダンジンガーがもたらす報復からパーカーとハーリー自身の娘でパーカーの恋人クレアを守るため、パーカーに金を持ってクレアと逃げるように説得しようとするが、パーカーは拒否する。
クレアはダンジンガーの殺し屋に襲われるが辛くも脱出して別荘に身を隠す。パーカーはパームビーチに行き、パーミットというテキサスの石油王の御曹司になりすまし、新しい屋敷を物色している風を装ってハードウィックらの隠れ家を探そうとする。彼に空き家を案内する不動産屋のレスリー・ロジャーズは、最近売れた物件のひとつがロドリゴという人物が購入したものであると言い、彼は興味を引かれる。離婚歴のあるレスリーはパーカーを食事に誘うが、彼は断る。レスリーは彼の身許を照会し、それが偽物であることを見破る。貧乏で母を必死に養っている彼女はパーカーに協力を申し出、パーカーから次の仕事は宝石強盗だと聞かされると、近日に大富豪の遺産の宝石オークションがあるとパーカーに教える。
殺し屋はパーカーの行方を突き止めてホテルの部屋で彼を襲うが、パーカーは重傷を負いつつも刺客をバルコニーから突き落とす。彼はレスリーの自宅に逃げ込み、隠れ家からクレアを呼び寄せて応急手当をしてもらう。レスリーはパーカーに恋人がいることを知って落胆するが、彼を匿う。
メランダーたちはオークションに爆弾を仕掛け、オークション開催中に爆発させて消防隊として侵入し、宝石を盗んで逃走する。パーカーは重傷に苦しみながらも彼らの家で待ち受ける。一味が帰ってきたところにパーカーを心配してやってきたレスリーが見つかってしまい捕らえられるが、パーカーは一味と対決して勝利し、レスリーを救出する。
半年後パーカーはシカゴでダンジンガーを殺し、1年後には自分を助けてくれた農夫たちにお金を送る。レスリーの手元にも分け前の現金が届き、彼女は狂喜する。

## 登場人物
パーカー
演 - ジェイソン・ステイサム、声 - 山路和弘
闇社会に生きる犯罪者。民間人には無暗に危害を加えず、むしろ優しく諭し安心させるポリシーを持つ。ただし緊急事態では過剰な暴力を振るうことはないものの、実力行使に出ることもあった。誘惑に強く、下着姿になったレスリーを見ても下品な考えを全く持たなかった。普段は包容力に富んでいるがプライドの高い一面もあり、殺されかけたことによる怒りとはいえ報復するターゲットの情報を教えようとしないハーリーに声を荒げたこともあった。
レスリー・ロジャース
演 - ジェニファー・ロペス、声 - 藤本喜久子
不動産仲介会社の社員。ジェニファーという妹がいる。今の仕事にかなり不満を持っており、もはや人生を悲観している域にまで達している。
ハーリー
演 - ニック・ノルティ、声 - 勝部演之
クレアの父でパーカーの仕事仲間。パーカーのことを気にかけている。
メランダー
演 - マイケル・チクリス、声 - 高岡瓶々
パーカーと強盗を行うが、他の仲間とともにパーカーを裏切る。
カールソン
演 - ウェンデル・ピアース、声 - 魚建
同上。
ロス
演 - クリフトン・コリンズ・Jr、声 - 鈴木幸二
同上。
オーガスト・ハードウィック
演 - マイカ・ハウプトマン、声 - 林和良
同上。シカゴのマフィアの叔父を持つ。
ジェイク・フェルナンデス
演 - ボビー・カナヴェイル、声 - 遠藤大智
レスリーと馴染みの警官。
アッセンシオン
演 - パティ・ルポーン、声 - 水野ゆふ
レスリーの母親。
クレア
演 - エマ・ブース、声 - 棟方真梨子
パーカーの恋人でハーリーの娘。
ダンジンガー
演 - キップ・ギルマン、声 - 魚建
シカゴのマフィアのボス。

## 製作

### 企画
パーカーというキャラクターは、ドナルド・E・ウェストレイクが書いた1962年の小説『悪党パーカー/人狩り』に初めて登場し、その後20作以上の長編シリーズが出版された。パーカー・シリーズの作品は、これまでにも『殺しの分け前/ポイント・ブランク』や『ペイバック』など幾つかの映画の原作となってきたが、生前のウェストレイクは、パーカー・シリーズすべてを映画化するのでなければ映画の主人公に「パーカー」の名を使わせないと主張していた。2008年にウェストレイクが亡くなり、彼の未亡人アビーは、ウェストレイクの長年の知人であったテレビプロデューサー、レス・アレキサンダーから連絡を受け、パーカーの小説1冊の権利と「パーカー」の名前を使う権利を売り、最初の作品が成功すれば後に数作を映画化することに同意した。

### 撮影
製作総指揮のニック・マイヤーによれば、本作は「30（百万ドル）台半ば」の予算で製作され、「映画の格を考えると」「かなり良い」と評している。タイムズ＝ピカユーンのマイク・スコットは、本作が2011年7月18日から7週間に渡ってニューオリンズで撮影されると報じた。スコットは、同地での撮影は地元の映画業界にとって「良いニュース」であると指摘した。なぜなら、それは「この時期はひどい暑さとハリケーンで映画撮影が控えられる時期である」からだとしている。 プレイビル誌は後に、撮影がニューオーリンズで2011年8月4日に始まったことを確認した。撮影は8月5日から9日までは一時的にルイジアナ州バトンルージュで行われた。
本作はフロリダ州パームビーチでも撮影され、この年の9月にはロペスとステイサムが現地で目撃されている。地元紙とのインタビューでハックフォードは次のように語っている。「パームビーチは魅力的な地域です。橋の向こうの飛び地には信じられないほど豊かで排他的な地区があり、橋の反対側には現実の生活がある。私はその両方を描いていたのです」。バラエティ誌は、撮影のためのヘリコプター、消防車、海上警備艇によって地元の人々が「動揺」し、「レジャーでよく知られた地域に大物映画製作が持ち込まれた」と指摘した。
かつて水泳の飛込競技のオリンピック選手だったステイサムは、本作のスタントをすべて自身で行った。中には主人公が撃たれるのを逃れるために高速で走る車から飛び降りる場面もあった。このスタントは「本当に危険」であり、ハックフォードは5、6回の撮影で「彼が車から飛び降りるときには緊張しました」と語っている。 別のシーンでは、ステイサムがビルのバルコニーからぶら下がる必要があった。この俳優が言うには、これらのシーンは「本当に大変だった」のだという。彼はこの撮影のために命綱を付けなければならず、それが邪魔だったという。 本作の撮影は2012年1月にマイアミとオハイオ州コロンバスで終了した。